# Bertrannus
Bertrannus, Bertrandus lub (błędnie) Bertinus (zm. 1222) – francuski kardynał, kreowany przez papieża Innocentego III na konsystorzu 19 maja 1212. Pochodził prawdopodobnie z Langwedocji. Sygnował bulle papieskie wydane między 8 sierpnia 1212 a 17 listopada 1216 jako diakon San Giorgio in Velabro, a 18 stycznia 1217 jako prezbiter Santi Giovanni e Paolo. Papież Honoriusz III w styczniu 1217 wysłał go jako legata do południowej Francji, gdzie spędził około trzech lat. Głównym celem jego misji była walka z herezją katarską oraz doprowadzenie do pokoju między Szymonem Montfortem a hrabią Tuluzy. Reprezentował bezkompromisową postawę wobec heretyków i ich sprzymierzeńców, nakładając zbiorowe kary kościelne na mieszkańców kilku największych miast Langwedocji (w tym Tuluzy). Mimo tych środków jego legacja nie przyniosła zamierzonych efektów i pod koniec 1219 został odwołany do Rzymu. Jego późniejsze losy nie są znane; ostatnia wzmianka o nim pochodzi z 23 grudnia 1221 i wedle wszelkiego prawdopodobieństwa zmarł krótko po tej dacie. W dokumencie datowanym 19 lutego 1233 papież Grzegorz IX określił go mianem bone memorie ("świętej pamięci").